# Pseudotomodon trigonatus
Pseudotomodon trigonatus is een slang uit de familie toornslangachtigen (Colubridae) en de onderfamilie Dipsadinae.

## Naam en indeling
De wetenschappelijke naam van de soort werd voor het eerst voorgesteld door Federico Leybold in 1873. Oorspronkelijk werd de naam Pelias trigonatus gebruikt en later werd de soort aan het geslacht Tomodon toegekend. Het is de enige soort uit het monotypische geslacht Pseudotomodon.

## Verspreiding en habitat
Pseudotomodon trigonatus komt voor in delen van Zuid-Amerika en leeft endemisch in Argentinië. De habitat bestaat uit gematigde scrublands.

## Beschermingsstatus
Door de internationale natuurbeschermingsorganisatie IUCN is de beschermingsstatus 'veilig' toegewezen (Least Concern of LC).